# چزیوماگوره
چزیوماگوره (به ایتالیایی: Cesiomaggiore) یک کومونه در ایتالیا است که در استان بلونو واقع شده‌است.

## خصوصیات
چزیوماگوره ۸۲٫۲ کیلومترمربع مساحت و ۴٬۲۱۰ نفر جمعیت دارد و ۴۷۹ متر بالاتر از سطح دریا واقع شده‌است.

## خواهرخوانده
شهر Aratiba خواهرخواندهٔ چزیوماگوره هست.